# Eze Vincent Okehuie
Eze Vincent Okehuie (* 6. Juni 1993 in Lagos) ist ein nigerianischer Fußballspieler, der für Omonia Nikosia spielt.

## Karriere

### Verein
Okehuie wurde in der nigerianischen Stadt Lagos geboren und erlernte das Fußballspielen in den Jugendmannschaften diverser Mannschaften seiner Heimat.
Zur Wintertransferperiode 2012/13 absolvierte er beim türkischen Zweitligisten Çaykur Rizespor einige Tage lang Probetrainingseinheiten, konnte dabei aber den Cheftrainer Mustafa Denizli nicht überzeugen. So nahm er wenig später beim Ligakonkurrenten Kartalspor ebenfalls an einem Profitraining teil und unterschrieb dort einen Eineinhalbjahresvertrag. Sein Profidebüt gab er bereits am zweiten Spieltag der Rückrunde gegen Manisaspor. Bereits 2013 wechselte Okehuie nach Limassol, dann für zwei Jahre nach Famagusta und anschließend zu Omonia Nikosia. Beim tunesischen Verein CA Bizertin wurde er nach nur 14 Tagen wieder freigestellt. Von 2017 bis 2021 war er für drei serbische Vereine am Ball, bevor er in Belarus ab 2021 für Salihorsk tätig war.